# Commiphora boranensis
Commiphora boranensis är en tvåhjärtbladig växtart som beskrevs av K. Vollesen. Commiphora boranensis ingår i släktet Commiphora och familjen Burseraceae. Inga underarter finns listade i Catalogue of Life.